# 3 프롬 헬
《3 프롬 헬》(영어: 3 from Hell)은 미국에서 제작된 롭 좀비 감독의 2019년 공포 영화이다. 《살인마 가족 2》(2005)의 속편이며, 파이어플라이 영화 시리즈 세 번째 작품이다. 셰리 문 좀비 등이 출연하였다.

## 출연진
- 셰리 문 좀비
- 빌 모즐리
- 시드 헤이그
- 리처드 브레이크
- 대니 트레이호
- 디 월리스
- 대니얼 로벅
- 제프 대니얼 필립스
- 스티븐 마이클 커사다
- 빌 오버스트 주니어
- 루신다 제니
- 오스틴 스토커
- 에밀리오 리베라
- 클린트 하워드
- 데이비드 유리
- 리처드 에드슨
- 실비아 제프리스
- 웨이드 윌리엄스
- 숀 훼일런
- 매슈 윌리그
- 닷마리 존스
- 리처드 릴리
- 그레그 서라노
- 크리스토퍼 B. 덩컨
- 톰 파파
- 두에인 휘터커
- 배리 보스트윅